# Erinnyis ello
Erinnyis ello (no Brasil conhecida por Mandarová e Gervão) é uma mariposa da família Sphingidae. Distribui-se desde a Argentina, passando pela América Central até os Estados Unidos (tão ao norte quanto o sul do estado de Nevada). Essa larga distribuição se deve à sua grande aerodinâmica corporal, que lhe faculta percorrer longas distâncias; evidências dão conta de que seja originária do Brasil, onde registros como praga datam de fins do século XIX, no Rio Grande do Sul e em São Paulo.
A E. ello distingue-se de todas as demais espécies do gênero Erinnyis pela base de cor laranja na asa superior, bem como pela presença de faixas nas cores cinza e preta no abdômen. Presente em ambientes tropicais e subtropicais.

## Características
A duração do ciclo de vida varia de acordo com as condições climatológicas. O macho adulto tem a asa anterior na cor acinzentada, com uma faixa no meio de cor preta, cuja largura varia da base até a ponta; já a fêmea tem a asa anterior num cinza claro quase uniforme e leve traço da faixa mediana, além de outros elementos padrão. Em ambos os sexos as asas posteriores são alaranjadas com uma borda preta.
As fêmeas atraem os machos graças ao feromônio liberado por uma glândula existente na ponta do abdômen. Alimentam-se de néctar de várias flores, como da Saponaria officinalis e medem entre 7,5 a 8,5 cm.

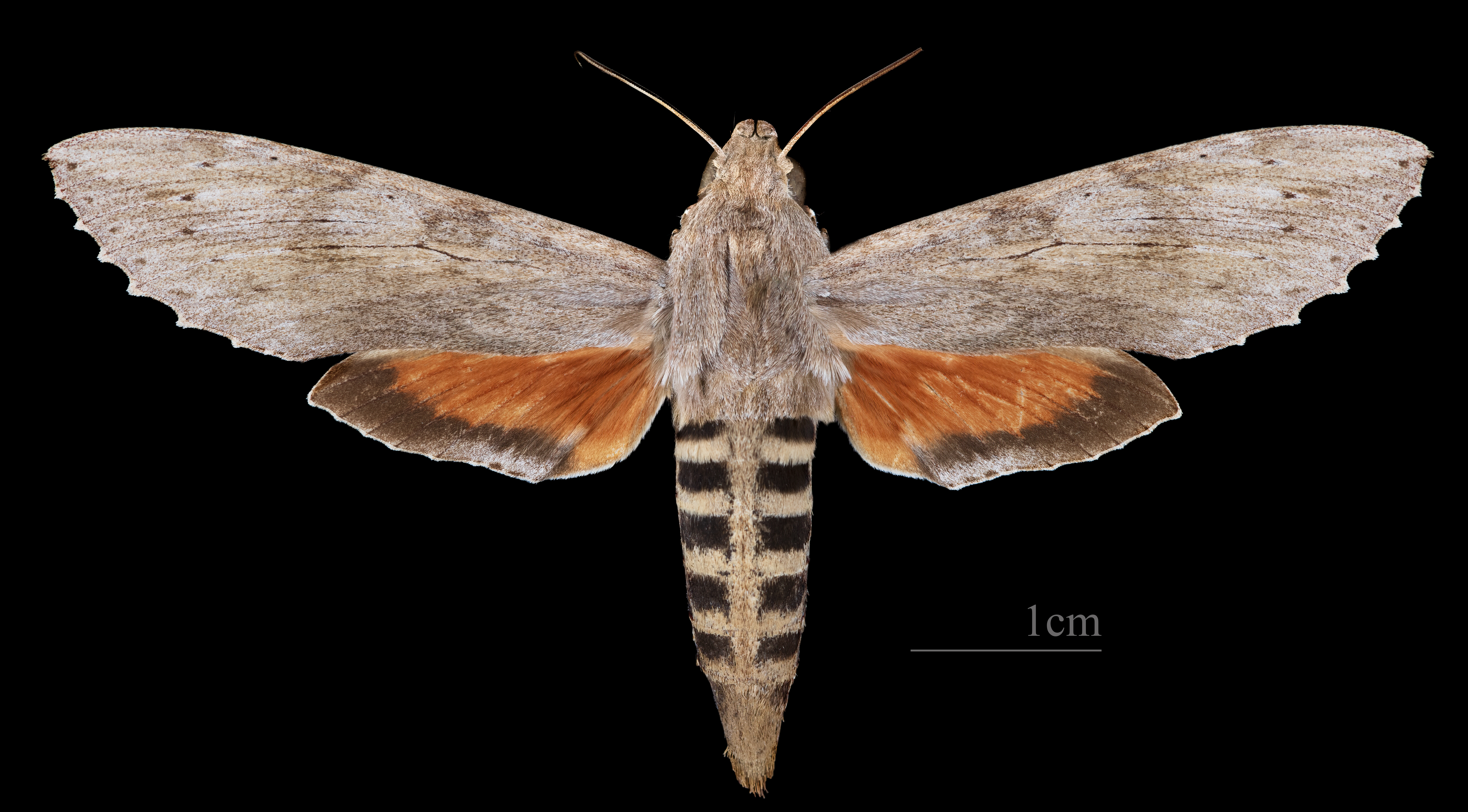
Erinnyis ello ♀
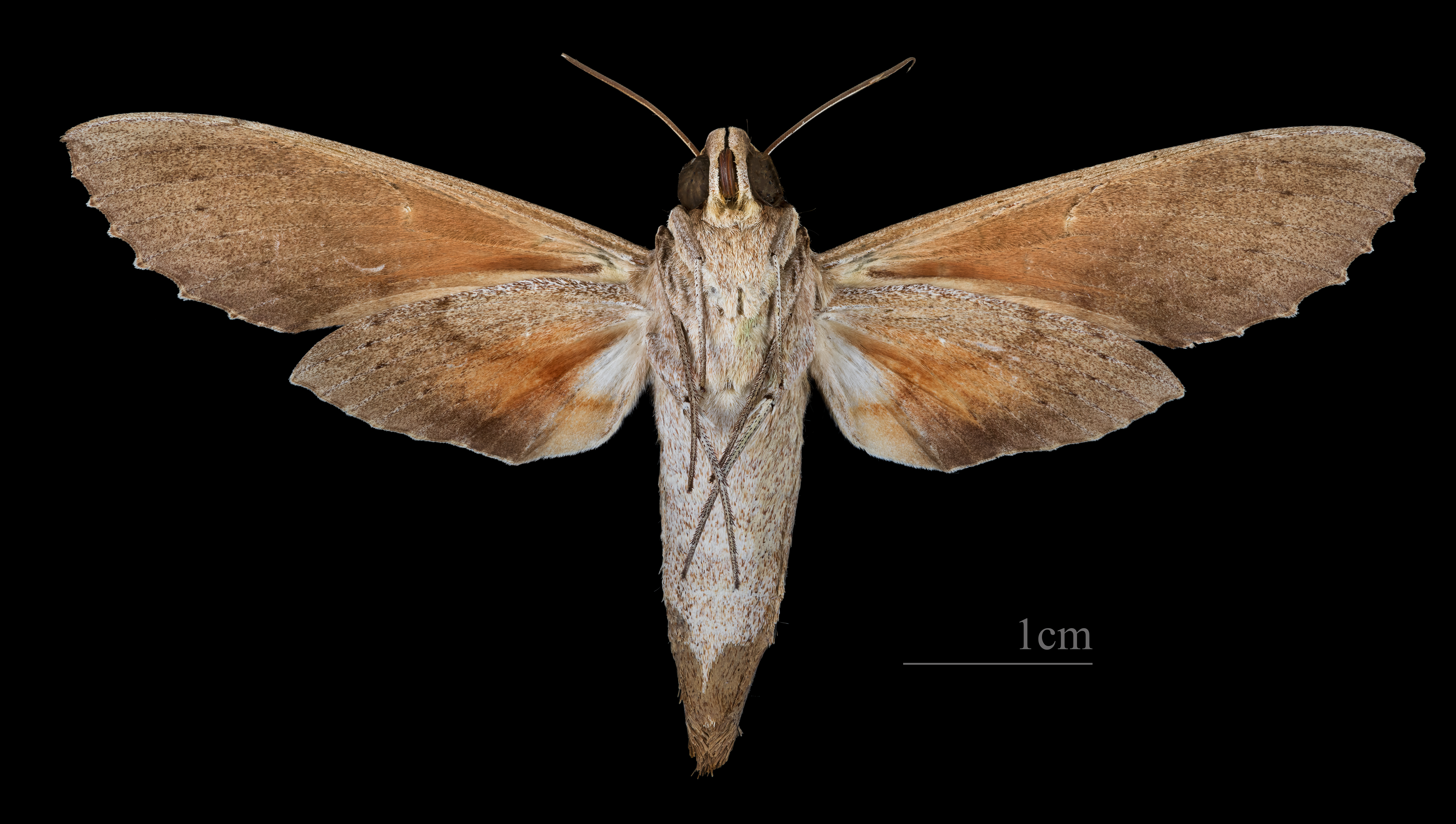
Erinnyis ello ♀ △

## Ovos
As fêmeas podem depositar, ao longo de seus 19 dias de vida, até 1.850 ovos, dos quais 70% são postos na primeira semana de vida adulta.
A oviposição se dá na parte superior das folhas, e os ovos são ovais e lisos, com cerca de 1,5 mm de diâmetro; a cor inicialmente é de um verde brilhante que, após um dia, fica amarelada com vários pontos vermelhos (ovos escurecidos são sintoma de parasitismo); dura para incubar de 2 a 6 dias.

## Larva e pupa
As lagartas possuem cores bem variáveis. Seus tons podem ser verde,
amarelo, alaranjado, marrom, cinza-escuro ou preto, a depender de fatores como a quantidade de larvas (aglomeração), tipo do alimento e clima.
São polifágicas, atacando mais de vinte e cinco espécies de vegetais (a maioria deles produtores de látex). Se alimentam das folhas de mamão (Carica papaya) e outras plantas da família Caricaceae ou ainda das Euphorbiaceae, Myrtaceae, algumas Sapotaceae, Euphorbiaceae, da goiaba e outros vegetais.
A lagarta passa por cinco ínstares (diferenciados pela coloração do apêndice abdominal e tamanho da larva), com duração de cerca de 12 a 15 dias, sendo mais voraz no último deles (quando consomem 75% daquilo que se alimentam); medem, então, cerca de 10 a 12 cm.; no primeiro estágio trazem o apêndice do abdômen comprido e fino, de largura uniforme e semelhante a uma seta, de cor preta; no segundo esse apêndice apresenta uma base mais grossa e a coloração começa a diminuir até ficar de cor creme clara no terceiro ínstar, e formato cônico; no quarto esse apêndice fica menor e mais grosso, geralmente creme claro, até ficar bem curto no último estágio.
Após a fase larval formam pupa livre que se mistura aos detritos existentes no solo. A lagarta madura se mistura às folhas do solo e permanece por aproximadamente dois dias imóvel e sem se alimentar até completar a pupação; esta fase dura de 15 a 30 dias, e seu tamanho é de 4 a 6 cm., com tonalidades que variam do castanho claro ao escuro.

## Impacto econômico
Suas larvas atacam diversas culturas, além das já citadas, como alfafa, algodão, amendoim, arroz, batata, cana-de-açúcar, coco, couve, milho, tabaco, etc., sendo especialmente danosa por seu potencial desfolhante nas culturas da mandioca e da seringueira (em ataques intensos podem destruir a planta, se alimentando inclusive dos ramos mais finos); além dos danos diretos, provocam efeitos indiretos como consequência da diminuição acentuada da fotossíntese na planta, pois pode acarretar a perda total das folhas, além de permitir a introdução de doenças no vegetal nas áreas lesionadas; graças a isto, das mais de duzentas espécies de artrópodes que atacam a mandioca, ela é considerada a mais importante.
Em plantações pequenas pode ser feito o controle manual das larvas; o combate biológico se faz através do besouro Calosoma sp., por parasitas que atacam os ovos (Trichogramma sp.) ou as lagartas (Belvosia sp. e Oxysarcodexia sp.) e ainda por baculovírus e Bacillus thuringiensis para as lagartas nos primeiros ínstares; já o controle químico se faz com uma variedade grande de inseticidas, específicos e seletivos aos inimigos naturais. Os adultos podem ser controlados mediante o uso de armadilhas luminosas.
O combate deve ser feito nos três primeiros estágios de desenvolvimento; nos dois últimos as lagartas são mais resistentes ao manejo, tanto químico quanto biológico.
Apesar da importância econômica, a infestação do mandarová não se dá de forma continuada, ocorrendo um intervalo por vezes de vários anos entre uma infestação e outra.

## Subespécies
- Erinnyis ello ello (Américas)
- Erinnyis ello encantada Kernbach, 1962 (Ilhas Galápagos)

Erinnyis ello encantada ♂
Erinnyis ello encantada ♂ △
'Erinnyis ello encantada ♀
'Erinnyis ello encantada ♀△

## Imagens

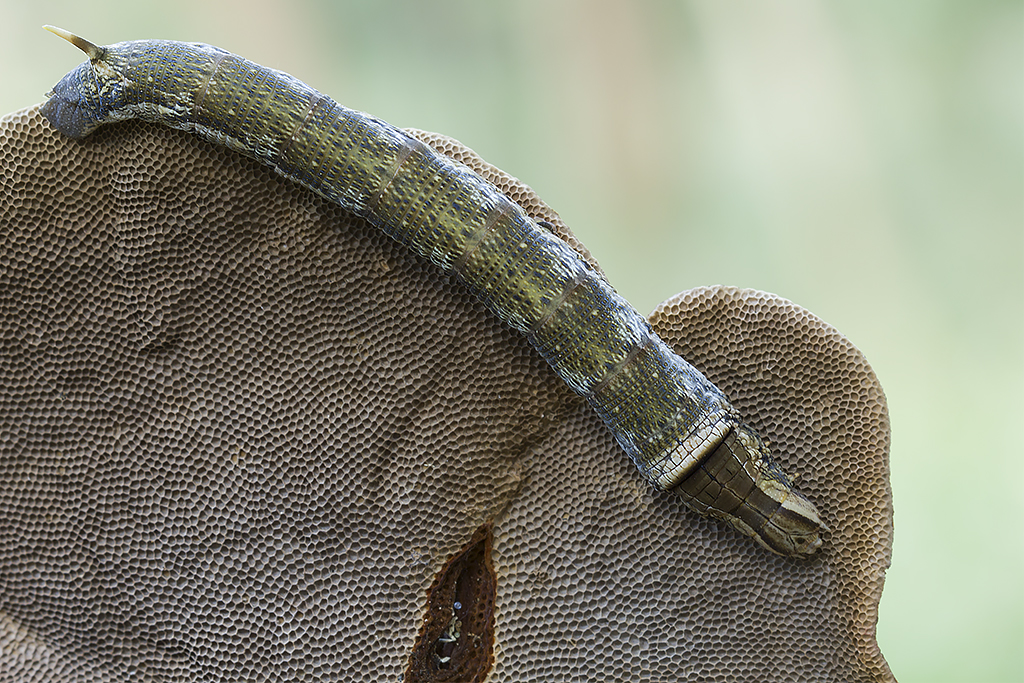
Lagarta
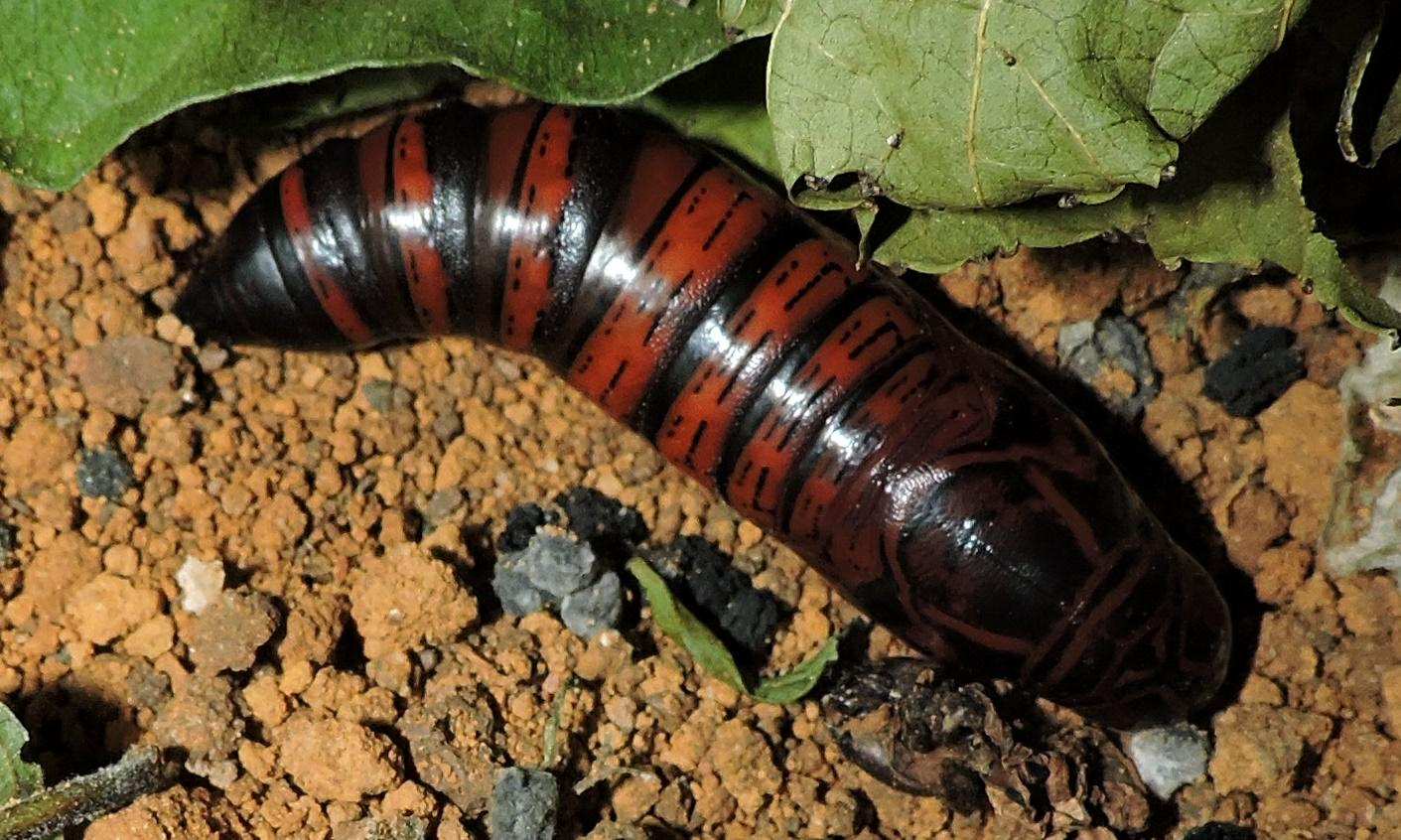
Pupa
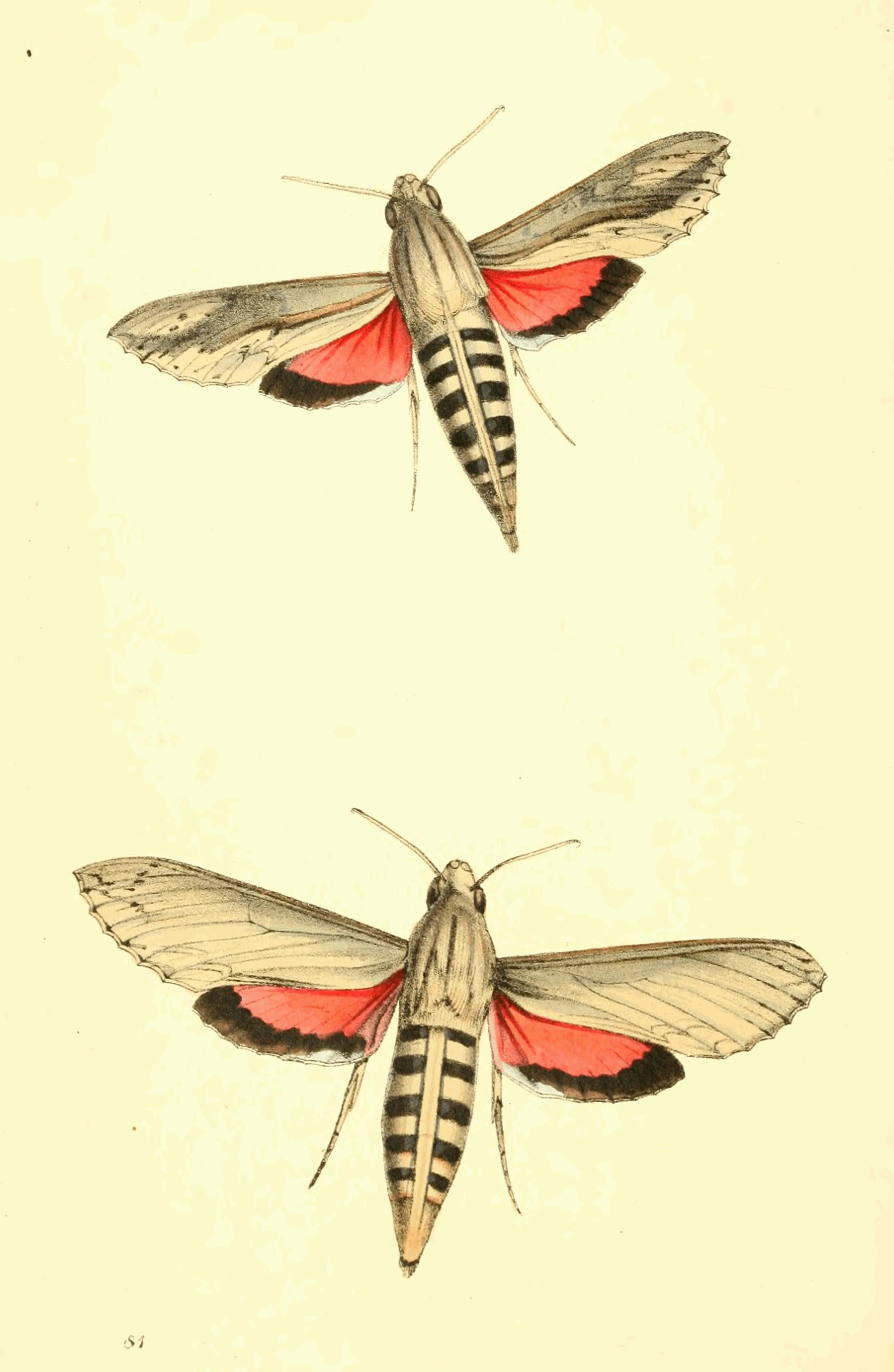
Representação artística